# Jorge Medina Estévez
Jorge Arturo Medina Estévez (Santiago del Cile, 23 dicembre 1926 – Santiago del Cile, 3 ottobre 2021) è stato un cardinale e arcivescovo cattolico cileno.

## Biografia
Jorge Arturo Medina Estévez è nato il 23 dicembre 1926 a Santiago del Cile, omonima regione metropolitana ed arcidiocesi, nella Repubblica del Cile da Jorge Medina Valderrama e Sara Estévez Vives.

### Formazione e ministero sacerdotale
Ha compiuto gli studi primari e secondari al liceo Alemán e la Facoltà di diritto alla Pontificia università cattolica del Cile. Aveva ottenuto anche il titolo di baccelliere in Lettere e in Biologia.
Formatosi, nel seminario maggiore della capitale, ha ricevuto l'ordinazione sacerdotale il 12 giugno 1954, a Santiago del Cile, per imposizione delle mani di Pio Alberto Fariña Fariña, vescovo titolare di Citarizo ed ausiliare di Santiago del Cile; si è incardinato, ventisettenne, come presbitero della medesima arcidiocesi. Nel 1955 ha conseguito la laurea in teologia. In seguito è stato docente di filosofia nel seminario fino al 1965 e di teologia presso la Facoltà di teologia Pontificia università cattolica del Cile fino al 1994. Della facoltà era stato, per alcuni anni, anche decano, e dal 1974 al 1985 aveva anche ricoperto l’incarico di pro-gran cancelliere dell’ateneo. Ha esercitato il ministero pastorale come canonico penitenziere della cattedrale di Santiago ed è stato anche giudice del tribunale ecclesiastico della capitale. Aveva partecipato in qualità di perito al concilio Vaticano II, prestando servizio in alcune commissioni, specialmente in quella teologica. Ha anche collaborato con vari organismi della Curia romana tra cui la Commissione di preparazione del Codice di diritto canonico, a partire dagli anni 1964-1965, e la Commissione teologica internazionale dal 1969.

### Ministero episcopale
Il 18 dicembre 1984 papa Giovanni Paolo II lo ha nominato, cinque giorni prima che compisse cinquantotto anni, vescovo ausiliare di Rancagua assegnandogli contestualmente la sede titolare di Tibili. Ha ricevuto la consacrazione episcopale il 6 gennaio 1985, presso la Basilica di San Pietro in Vaticano, per imposizione delle mani dello stesso pontefice, assistito dai co-consacranti futuri cardinali Eduardo Martínez Somalo, arcivescovo titolare di Tagora e sostituito per gli Affari Generale della Segreteria di Stato, e Duraisamy Simon Lourdusamy, arcivescovo emerito di Bangalore e segretario della Congregazione per l'evangelizzazione dei popoli; durante la stessa cerimonia hanno ricevuto l'ordinazione altri sei nuovi vescovi. Come suo motto episcopale il neo vescovo Medina Estévez ha scelto Oportet illum crescere, che tradotto vuol dire "Egli deve crescere".
Il 25 novembre 1987 papa Giovanni Paolo II lo ha nominato, quasi sessantunenne, vescovo di Rancagua; è succeduto al settantunenne Alejandro Durán Moreira, dimissionario per motivi di salute dopo aver guidato la diocesi per sedici anni. Ha preso possesso della diocesi durante una cerimonia svoltasi presso la Cattedrale della Santa Croce a Rancagua il 3 gennaio 1988.
Il 16 aprile 1993 papa Giovanni Paolo II lo ha trasferito, sessantaseienne, a capo della sede di Valparaíso; è succeduto al settantacinquenne Francisco de Borja Valenzuela Ríos, dimissionario per raggiunti limiti d'età dopo dieci anni di governo pastorale. Ha preso possesso della nuova sede durante una cerimonia svoltasi presso la Cattedrale della Madonna del Carmine a Valparaíso il 9 giugno seguente.
Il 21 giugno 1996 papa Giovanni Paolo II lo ha nominato, sessantanovenne, pro-prefetto della Congregazione per il culto divino e la disciplina dei sacramenti, il dicastero che si occupa della compilazione e della traduzione dei testi liturgici di rito latino nonché della disciplina dei sette sacramenti, elevandolo in pari tempo alla dignità di arcivescovo ad personam; è succeduto al settantacinquenne cardinale Antonio María Javierre Ortas, S.D.B., dimissionario per raggiunti limiti d'età. Contestualmente al trasferimento in Curia romana ha anche rinunciato al governo pastorale della diocesi di Valparaíso.

### Cardinalato
Il 18 gennaio 1998, al termine dell'Angelus domenicale, papa Giovanni Paolo II ha annunciato la sua creazione a cardinale nel concistoro del 21 febbraio seguente; settantunenne, è stato il primo capo dicastero cileno in Curia romana a ricevere la porpora cardinalizia, mentre gli altri erano stati arcivescovi di Santiago del Cile. Durante la cerimonia gli sono stati conferiti la berretta e la diaconia di San Saba, vacante dal 2 dicembre 1996, giorno della morte del cardinale belga Jean Jérôme Hamer, O.P., prefetto emerito della Congregazione per gli istituti di vita consacrata e le società di vita apostolica. Ha preso possesso della sua diaconia durante una celebrazione successiva. Inoltre il 23 febbraio 1998 ha assunto ufficialmente il titolo di prefetto della Congregazione per il culto divino e la disciplina dei sacramenti.
Il 1º ottobre 2002 papa Giovanni Paolo II ha accettato la sua rinuncia dalla guida della Congregazione per il culto divino e la disciplina dei sacramenti per raggiunti limiti d'età, ai sensi del can. 354 del Codice di diritto canonico, divenendone prefetto emerito all'età di settantacinque anni; gli è succeduto il settantaduenne cardinale Francis Arinze, fino ad allora presidente del Pontificio consiglio per il dialogo interreligioso.
Il 24 febbraio 2005, a seguito della promozione all'ordine presbiterale del cardinale Luigi Poggi, archivista e bibliotecario emerito di Santa Romana Chiesa, è divenuto cardinale protodiacono, ovvero il cardinale dell'ordine diaconale di più antica creazione; ha cessato di esserlo il 2 gennaio 2007, quando gli è succeduto Darío Castrillón Hoyos, presidente della Pontificia commissione "Ecclesia Dei".
Dopo la morte di papa Giovanni Paolo II, ha preso parte al conclave del 2005. Come cardinale protodiacono il 19 aprile 2005 ha avuto il compito di pronunciare dalla Loggia Centrale della Basilica di San Pietro in Vaticano l'Habemus Papam, annunciando al mondo l'elezione al soglio pontificio del cardinale Joseph Ratzinger, prefetto della Congregazione per la dottrina della fede, con il nome di Benedetto XVI. In esso, per la prima ed unica volta in assoluto, prima di dare l'annuncio ha salutato la folla in italiano, spagnolo, francese, tedesco ed inglese (Fratelli e sorelle carissimi, Queridísimos hermanos y hermanas, Bien chers frères et sœurs, Liebe Brüder und Schwestern, Dear brothers and sisters). Il 24 aprile seguente ha quindi imposto il pallio al neoeletto papa durante la solenne messa di inizio pontificato.
Il 23 dicembre 2006, al compimento dell'ottantesimo genetliaco, ha perso il diritto di entrare in conclave ed ha cessato di essere membro dei dicasteri della Curia romana, in conformità all'art. II § 1-2 del motu proprio Ingravescentem Aetatem, pubblicato da papa Paolo VI il 21 novembre 1970.

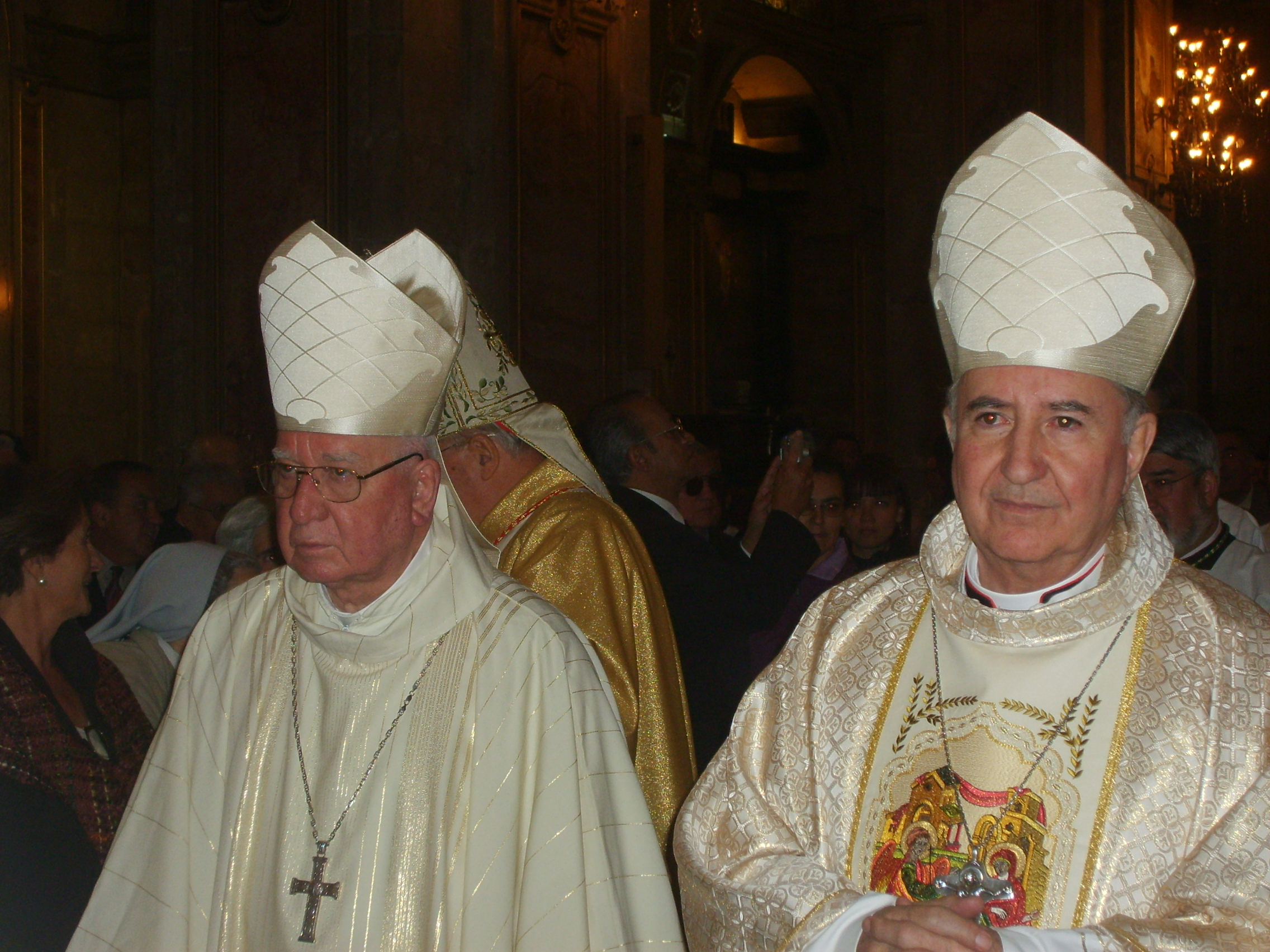
I cardinali Medina Estévez (a sinistra) ed Errázuriz Ossa (a destra) durante una celebrazione nella Cattedrale di Santiago del Cile il 27 settembre 2007.

Ha preso parte come membro designato dal papa alla V conferenza episcopale latinoamericana con tema Discepoli e missionari di Gesù Cristo in modo che i nostri popoli possono trovare il Lui la vita, svoltasi dal 13 al 31 maggio 2007 presso Aparecida, in Brasile.
Il 1º marzo 2008, durante un concistoro ordinario pubblico per il voto su alcune cause di canonizzazione, dopo averne fatto richiesta ha optato per l'ordine dei cardinali presbiteri mantenendo la diaconia di San Saba elevata a titolo presbiterale pro hac vice, avendo trascorso un decennio come cardinale diacono, ai sensi del can. 350 § 5-6 del Codice di diritto canonico.
Dopo la rinuncia di papa Benedetto XVI, per via dell'età non ha potuto prendere parte al conclave del 2013, che si è concluso con l'elezione al soglio pontificio del cardinale Jorge Mario Bergoglio, arcivescovo metropolita di Buenos Aires, con il nome di Francesco.
È uno dei cardinali che ha celebrato la Messa tridentina dopo la Riforma liturgica.
Ha fatto parte della Congregazione per il clero, della Congregazione per i vescovi, della Congregazione per la dottrina della fede, del Pontificio consiglio per la famiglia e della Pontificia commissione per l'America Latina.
È deceduto il 3 ottobre 2021 a Santiago del Cile all'età di novantaquattro anni. In seguito ai solenni funerali concelebrati il giorno successivo dal nunzio apostolico Alberto Ortega Martín e dai cardinali Francisco Javier Errázuriz Ossa e Ricardo Ezzati Andrello nella cattedrale di San Giacomo, è stato sepolto all'interno della cripta dello stesso edificio.

## Genealogia episcopale e successione apostolica
La genealogia episcopale è:
- Cardinale Scipione Rebiba
- Cardinale Giulio Antonio Santorio
- Cardinale Girolamo Bernerio, O.P.
- Arcivescovo Galeazzo Sanvitale
- Cardinale Ludovico Ludovisi
- Cardinale Luigi Caetani
- Cardinale Ulderico Carpegna
- Cardinale Paluzzo Paluzzi Altieri degli Albertoni
- Papa Benedetto XIII
- Papa Benedetto XIV
- Papa Clemente XIII
- Cardinale Enrico Benedetto Stuart
- Papa Leone XII
- Cardinale Chiarissimo Falconieri Mellini
- Cardinale Camillo Di Pietro
- Cardinale Mieczysław Halka Ledóchowski
- Cardinale Jan Maurycy Paweł Puzyna de Kosielsko
- Arcivescovo Józef Bilczewski
- Arcivescovo Bolesław Twardowski
- Arcivescovo Eugeniusz Baziak
- Papa Giovanni Paolo II
- Cardinale Jorge Arturo Medina Estévez

La successione apostolica è:
- Vescovo Luis Gleisner Wobbe (1991)
- Vescovo Juan de la Cruz Barros Madrid (1995)